# Coburg (Oregon)
Coburg è una città degli Stati Uniti d'America situata nell'Oregon, nella Contea di Lane.